# Hemispragueia idella
Hemispragueia idella är en fjärilsart som beskrevs av Barnes 1905. Hemispragueia idella ingår i släktet Hemispragueia och familjen nattflyn. Inga underarter finns listade i Catalogue of Life.